# Ahmed Khamis
Ahmed Khamis (ur. 19 listopada 1985 r. w Gharbiya) – egipski wioślarz.

## Osiągnięcia
- Mistrzostwa Świata – Poznań 2009 – dwójka podwójna – 15. miejsce[1].